# Иљушин Ил-86
Иљушин Ил-86 (НАТО назив Camber) је први широкотрупни путнички авион развијен у Совјетском Савезу, намењен средње линијском авио саобраћају. Рад на пројекту је започет 1971. године а први прототип је полетео 22. децембра 1976. У редовни саобраћај га уводи Аерофлот 1980.

## Пројектовање и развој
Пројектни завод Иљушин добио је налог 1969. године да почне рад на развоју великог путничког авиона, са захтевом да користи постојеће аеродроме и инфраструктуру, превоз пртљага по принципу „пртљаг са путником“, плус контејнерски превоз испод путничке палубе, постављање троја врата опремљена властитим степеницама који омогућава укрцавање и искрцавање путника без коришћења аеродромских зграда и опреме. Авион треба да користи полетно слетне стазе највеће дужине 2.600 m, треба да има брзину крстарења од 900 km/h, и долет 3.600 km са 40 t комерцијалног терета или 5.800 km са 20 t терета, да има максимално 350 путничких места. То је био укратко пројектни задатак за авион који је касније добио ознаку Иљушин Ил-86.
Рад на пројекту је отпочео 1971. године, први пробни лет је обављен 22. децембра 1976, први пробни лет серијски произведеног авиона је обављен 25. октобра 1977. године, а демонстрациони летове за Сочи, Лењинград, Севастопољ и Ростов су обављени већ у априлу 1978. године, у редовни авио саобраћај је укључен 26. децембра 1980. године на линији Москва-Ташкент.

### Технички опис
Туп Авион Ил-86 је ниско/средње крилни авион, има кружни пресек трупа пречника 6,08 m под притиском, има девет седишта у једном реду и два уздужна пролаза дуж кабине довољно широки да се могу мимоићи путник и стјуардеса са колицима. Путнички простор у авиону, који може да прими највише 350 путника је подељен на три кабине, а свака кабина има врата опремљена властитим степеницама које омогућавају лако укрцавање и искрцавање путника. Унутрашњост авиона је по хоризонтали подељена палубом на горњој палуби се налази путнички простор, а на доњој је простор за смештај путничког пртљага и карго простор. Ова два палубна простора су међусобно повезана фиксним степеништем. Са концептом „пртљаг са путником“ овај авион представља јединствени случај у светском ваздухопловству. Овај концепт да је заживео, вероватно би у великој мери убрзао проток путника на аеродромима и тиме смањио безпотребно задржавање авиона али пооштравање мера безбедности на аеродромима због тероризма је обезвредило овај концепт. 
Авион је опремљен са четири турбомлазна мотора Кузњецов НК-86 који су причвршћени на гондолама испод крила. Како у Совјетском Савезу у то време нису постојали одоварајући млазни мотори а увоз страних (Иљушин је намеравао да на Ил-86 уграђује британске Ролс Ројс моторе) није био дозвољен, Иљушин је био принуђен да на авион уграђује моторе старије генерације Кузњецов НК-86 који имају велику потрошњу горива поредећи их са моторима западних произвођача.  
Стајни трап има четири ноге, предња носна нога има два точка а друге три, основне ноге стајног трапа имају по четири точка. Две основне ноге стајног трапа се налазе испод крила а централна (средишња) нога испод трупа авиона. Четрнаест ниско притисних гума омогућује безбедно слетање авиона Ил-86 и на писте лошијег квалитета.
Авион је опремљен најновијом навигационом опремом и аутоматским системом контроле свих главних параметара лета што обезбеђује високу поузданост и сигурност у раду комплетног авиона и знатно олакшава рад трочлане посаде авиона, а такође омогућује лет авиона у свим метеоролошким, климатским и географским условима у било које доба дана и године.

### Варијанте авиона
- Ил-86 - основни производни модел авиона,
- Ил-86Д - модел авиона са повећаним долетом на 8.500 km, овај авион је еволуирао у касније нови авиона Ил-96,
- Ил-86В - модел авиона са повећаним бројем места 450,
- Ил-80 - војна варијанта Ил-86 летеће командно место,
- Ил-87 - војна варијанта Ил-86 летеће командно место,

## Оперативно коришћење
Произведено је укупно 106 летелица. Од децембра месеца 1980. године авион је укључен у домаћи и међународни саобраћај и у односу на претходни авион Ил-62 овај авион је обезбедио знатно мање трошкове одржавања и потрошње горива. Посебна предност му је била то што није било потребно прилагођавати и опремати аеродроме за прихват ових великих авиона. У току 1981. године, овим авионом је постављено 18 светских рекорда. Ови рекорди сликовито говоре о структури и могућности авиона Ил-86. Овај авион се веома много користио за чартер летове, највећи број руских туриста на годишњи одмор у Француску, Грчку, Италију и Шпанију су летели баш овим авионом. 
Након 30 година експлоатације, овај авион носи ласкаву титулу најсигурнији авион (само једна несрећа Ил-86 авио-компаније Пулково је пао непосредно након полетања са аеродрома Шереметјево 28. јула 2003. године погинула су 14 чланова посаде)компаније га полако повлаче из саобраћаја, због велике потрошње горива и буке (због које му је забрањено летење у Европску унију) авион се показао удобним за путнике и изузетно безбедним. Наследио га је авион Иљушин Ил-96 као много економичнији авион до њега.

## Земље које користе или су користиле овај авион
- Јерменија
- Кина
- Грузија
- Казахстан
- Пакистан
- Русија
- Узбекистан

## Галерија
- Иљушин Ил-86 у лету
- Аерофлотов Иљушин Ил-86 на писти
- Иљушин Ил-80 у лету изнад Москве 6. маја 2010
- Кокпит авиона Иљушин Ил-86
- Стајни трап авиона Иљушин Ил-86